# Колібрі-німфа
Колі́брі-ні́мфа (Heliangelus) — рід серпокрильцеподібних птахів родини колібрієвих (Trochilidae). Представники цього роду мешкають в Андах.

## Види
Виділяють дев'ять видів:
- Колібрі-німфа золотогорлий (Heliangelus mavors)
- Колібрі-німфа аметистовий (Heliangelus amethysticollis)
- Колібрі-німфа колумбійський (Heliangelus clarisse)
- Колібрі-німфа меридський (Heliangelus spencei)[9]
- Колібрі-німфа еквадорський (Heliangelus strophianus)
- Колібрі-німфа турмаліновий (Heliangelus exortis)
- Колібрі-німфа малий (Heliangelus micraster)
- Колібрі-німфа пурпуровогорлий (Heliangelus viola)
- Колібрі-німфа перуанський (Heliangelus regalis)

## Етимологія
Наукова назва роду Heliangelus походить від сполучення слів дав.-гр. ἡλιος — сонце і αγγελος — ангел.